# خوليو ماريا سانغوينيتي
خوليو ماريا سانجونيتي (بالإسبانية: Julio Maria Sangoniti) (ولد في 6 يناير 1936) رئيس سابق لجمهورية أوروغواي.